# حمام قدیمی گوگان
حمام قدیمی گوگان مربوط به دوره قاجار است و در شهرستان آذرشهر، شهر گوگان، چهارراه مرکزی، نبش کوچه امین، حمام قدیمی واقع شده و این اثر در تاریخ ۲۷ اسفند ۱۳۸۶ با شمارهٔ ثبت ۲۲۷۵۲ به‌عنوان یکی از آثار ملی ایران به ثبت رسیده است.